# Calliostoma fonki
Calliostoma fonki is een slakkensoort uit de familie van de Calliostomatidae. De wetenschappelijke naam van de soort is, als Trochus fonki, voor het eerst geldig gepubliceerd in 1860 door Rudolph Amandus Philippi.